# Coice

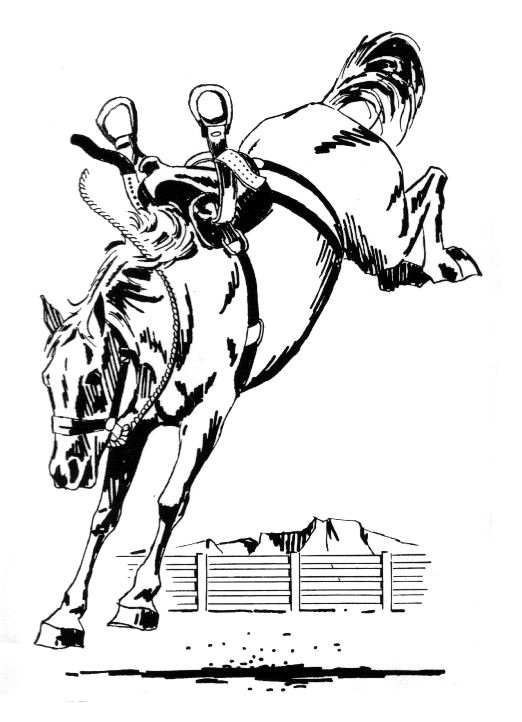

Um coice é um movimento de defesa próprio dos quadrúpedes, sobretudo dos equinos, que consiste num golpe desferido com as patas traseiras, depois de firmadas as dianteiras. Devido à força do animal, tais golpes têm a capacidade de matar um ser humano. No ano de 2014, por exemplo, um peão de 23 anos morreu durante uma prova do rodeio na  Exposição Agropecuária de São Miguel do Araguaia, na região norte de Goiás logo após ser atingido no tórax por um coice.